# Евтюхова, Елена Александровна
Елена Александровна Евтюхова (род. 7 августа 1970, Усть-Белая, Анадырский район, Чукотский автономный округ, Магаданская область, РСФСР, СССР) — российский политический деятель, член партии «Единая Россия», депутат Государственной думы VIII созыва с 2021 года.

## Биография
Елена Евтюхова родилась в 1970 году в селе Усть-Белая на Чукотке. В 1990 году она окончила Анадырское педагогическое училище Народов Севера по специальности «учитель начальных классов», в 2013 — Московский государственный университет экономики, статистики и информатики (МЭСИ) по специальности «юриспруденция» (училась заочно). В 1990-х годах работала учителем в школе села Янранай, педагогом дополнительного образования в Певеке. Позже стала председателем Совета представителей коренных малочисленных народов при администрации Чаунского района Чукотки, последовательно занимала должности главного специалиста, консультанта, ведущего консультанта и главного консультанта по Чаунскому району Управления по делам коренных малочисленных народов Чукотки аппарата губернатора и правительства Чукотского автономного округа.
В 2013 году Евтюхова стала заместителем главы администрации Чаунского района по делам коренных малочисленных народов Севера и национальной политике, в 2015 возглавила Управление по делам коренных малочисленных народов Чукотки, в 2018 стала заместителем руководителя аппарата губернатора и правительства.
В 2021 году Евтюхова выдвинула свою кандидатуру в Государственную думу и заняла первое место по Чукотскому одномандатному избирательному округу от партии «Единая Россия», получив 36,95 % (второе место заняла Юлия Бутакова от ЛДПР с 19,87 %). Из-за вторжения России на Украину Евтюхова находится под санкциями Евросоюза, США, Великобритании и ряда других стран.